# Kranslysing
Kranslysing (Lysimachia quadrifolia) är en växtart i familjen viveväxter som förekommer naturligt från östra Nordamerika. Arten odlas ibland som trädgårdsväxt i Sverige.